# Mobiel ad-hocnetwerk

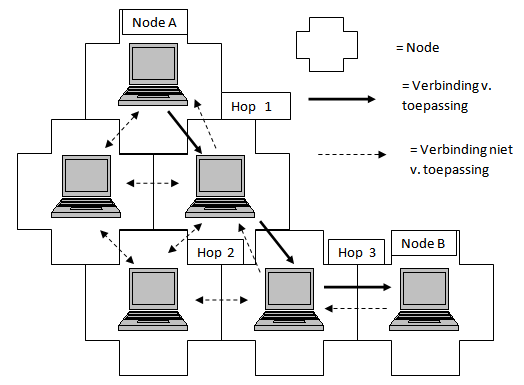
Mobiel ad-hocnetwerk

Een mobiel ad-hocnetwerk, of kortweg MANET, is een netwerk van mobiele apparaten. Het netwerk heeft geen  vaste infrastructuur en configureert zichzelf. Het netwerk stelt zichzelf op en bepaalt dus welke apparaten in het netwerk kunnen voorkomen en welke niet. De apparaten zijn met elkaar verbonden door een draadloze verbinding. In dit netwerk is geen centrale computer te vinden. Een MANET is een bepaald soort ad-hocnetwerk dat meestal op de datalinklaag voorkomt. Deze laag zorgt voor het transport van de data over een bepaalde verbinding. Deze netwerken kunnen op zichzelf bestaan of zijn verbonden met het internet, in dit geval is een van de computers verbonden met een ISP.
MANET's zijn sinds de jaren 90 ontzettend populair geworden door de groei van laptops en Wifi draadloze netwerken. Voor deze netwerken zijn er verschillende protocollen voor het bepalen van de paden. Die protocollen gelden in een omgrensde omgeving waarin de nodes zich op enkele hops van elkaar bevinden. Een hop duidt op de sprongen tussen de apparaten die de data allemaal doorsturen. Het is dus het deel van het pad tussen de zender en de ontvanger. Elk apparaat op dit pad zorgt voor een hop (sprong) naar de volgende node. Nodes zijn de knooppunten van het netwerk.

## Karakteristieken
In een ad-hocnetwerk vinden we verschillende karakteristieken terug. Hieronder worden de belangrijkste opgesomd.
- Communicatie via draadloze verbinding: De communicatie verloopt via radiogolven. Deze golven worden gebruikt om informatie over te brengen van een zender naar een of meerdere ontvangers. De sterkte van de verbinding kan snel veranderen of zelfs volledig verdwijnen. Dit is afhankelijk van de afstand tussen de verschillende nodes. Deze kunnen nieuw zijn in een netwerk, eruit verdwijnen of er later terug deel van uitmaken. Elke node kan communiceren met zijn buur (of buren). Als de gewenste node geen buur is, zal er via de anderen een link worden gelegd om de verbinding op te zetten. Deze onderlinge samenwerking is ontzettend belangrijk in ad-hocnetwerken. Gebouwen, heuvels en andere obstakels kunnen er ook voor zorgen dat er geen communicatie mogelijk is.[2]
- Nodes die zowel functioneren als host en router: Elk apparaat gedraagt zich ook als een router doordat het dataverkeer steeds verder moet worden doorgestuurd. Het apparaat is dus zowel een router als een gewone host en dat bevindt zich meestal op dezelfde computer. Elke node is uitgerust met een radiozender en een radio-ontvanger om te communiceren binnen het netwerk.
- Geen vaste hoofdcomputer of infrastructuur: Elk apparaat komt in het netwerk voor als een gelijke. Allemaal moeten ze wel eens zorgen voor het verzenden van data. Er is dus geen computer die het gehele netwerk regelt. Door de mobiele aard van de apparaten is er geen vaste, maar enkel een spontane infrastructuur mogelijk.
- Dynamische topologie: Elk apparaat in dit netwerk is vrij om te bewegen in gelijk welke richting. Hierdoor zullen de verbindingen met de andere apparaten steeds veranderen. Dit zorgt ervoor dat de topologie van het netwerk constant en onvoorspelbaar snel verandert.
- Flexibiliteit: Zoals uit de toepassingen zal blijken is dit een zeer belangrijk karakter van het mobiel ad-hocnetwerk. Het moet mogelijk zijn dit type netwerk te gebruiken waar er geen vaste infrastructuur meer aanwezig is. Het is dus mogelijk om het netwerk overal op te zetten.
- Energie beperkingen: Elke node is voorzien van een energie beperkte krachtbron zoals oplaadbare batterijen. De energie is dus niet onuitputtelijk. Deze toevoer kan opgedeeld worden in 3 delen. Een gedeelte voor het verwerken van data, een ander voor het verzenden van de informatie en het laatste voor het gebruik als router.
- Beperkte beveiliging: De beveiliging van een netwerk is de uitbreiding van computerbeveiliging. Binnen een netwerk moet er een extra beveiliging zijn voor de communicatie tussen de apparaten. In een ad-hocnetwerk kunnen de verschillende type apparaten niet allemaal beveiligd worden op dezelfde manier. De beveiliging hangt af van het type. De afstand tussen de nodes speelt hier weer een belangrijke rol. Als de nodes dicht bij elkaar liggen (zodat ze zelfs een fysiek contact kunnen hebben), is er weinig kans op aanvallen van de beveiliging. De kans op aanvallen stijgt dus naarmate de afstand groter wordt. Natuurlijk moet er steeds de vraag worden gesteld of beveiliging wel nodig is in het netwerk.

## Verschillende MANET-types

#### Ad-hocnetwerken voor voertuigen
Dit soort netwerk wordt gebruikt in bewegende voertuigen. De voertuigen vormen de nodes van het mobiel netwerk. Elk voertuig is op zijn beurt een router van het netwerk die tot zo'n 300 meter met elkaar zijn verbonden. Als een voertuig zich buiten deze afstand begeeft, valt het buiten het netwerk, maar een ander voertuig kan ook toegevoegd worden aan het netwerk.
Grotendeels lijkt dit soort netwerk op een gewoon MANET, maar er zijn enkele kleine details die verschillen. Zo bewegen voertuigen zich meestal in een georganiseerde manier en niet willekeurig, zijn er accurate interacties met apparaten langs de kant van de weg en zijn voertuigen beperkt tot een bepaalde richting van bewegen. De boordcomputer in het voertuig kan ontzettend productief zijn. Op die manier kunnen er mails worden (voor)gelezen, kan er worden gesurft op het internet, kan een gps, verkeersberichten opvangen om een snellere route te bepalen of kunnen er VoIP diensten worden gebruikt.
Er zijn verschillende draadloze technologieën die worden gebruikt voor dit soort netwerken zoals DSRC of satelliet. Ad-hocnetwerken voor voertuigen kunnen worden beschouwd als een component van intelligente transportsystemen. Ze kunnen bijdragen tot veiligere en efficiëntere wegen, door informatie te voorzien aan bestuurders en bevoegde autoriteiten.

#### Intelligente ad-hocnetwerken voor voertuigen
Deze netwerken beschrijven een intelligente manier van het gebruik van de ad-hocnetwerken voor voertuigen. Hierbij worden meerdere netwerktechnologieën gebruikt zoals Wifi, WAVE (IEEE 1609), WiMAX, Bluetooth, infrarood of ZigBee.

#### Internetgebaseerde mobiele ad-hocnetwerken
Zoals reeds eerder gezegd kan een ad-hocnetwerk op zichzelf bestaan ofwel verbonden worden met het internet via een Internet-gateway. Dit kan gebeuren met behulp van het Internet Protocol.

## Padbepaling (routing)
De padbepaling in een ad-hocnetwerk ligt anders dan bij bekabelde netwerken. Bij een bekabeld netwerk is het kortste pad meestal het beste, maar dit geldt niet altijd in een mobiel netwerk. Er zijn meer verschillen tussen deze twee soorten netwerken. Bij ad-hocnetwerken zijn er asymmetrische en overbodige verbindingen, de verbindingen zijn niet constant en de geldigheid kan wijzigen of zelfs wegvallen en er kan interferentie ontstaan door apparaten die te dicht bij elkaar liggen. Asymmetrisch duidt erop dat de verbinding in beide richtingen niet even snel is. Door de mobiele aard zijn er geen voorgedefinieerde paden mogelijk, er moet dus anders te werk worden gegaan dan bij stationaire netwerken. Enkele mogelijke oplossingen om het routen gemakkelijker te maken zijn flooding en clustering. Bij flooding wordt elk pakket naar alle andere nodes in het netwerk gestuurd. Het is een methode die enkel effectief is bij een netwerk met een beperkt aantal apparaten. Om loops te voorkomen moet er bij elk pakket een hopteller worden bijgevoegd en moet het maximum aantal hops bekend zijn. Zo wordt voorkomen dat over een pad tweemaal dezelfde data wordt gestuurd. Effectiever is het maken van clusters. Nodes worden gegroepeerd en de groep op zich is op zijn minst tijdelijk stationair, zodat er minder communicatie nodig is. 
Er zijn verschillende categorieën waarin ad-hocroutingprotocollen kunnen worden opgedeeld.

#### Flatad-hocrouting
Hier worden de nodes elk individueel als gelijken gezien en wordt er geen gebruik gemaakt van clusters. Er is nog een verdere onderverdeling voor dit type routing.
- Proactieve protocollen: Deze protocollen zijn voortdurend op zoek naar routes in het netwerk. Er wordt dus ook gezocht op momenten dat er geen dataverkeer is. De ontdekte routes worden in een tabel bijgehouden, zodat de volgende mobiele stations beter kunnen reageren op het dataverkeer. Het continue gebruik van de totale capaciteit van het netwerk voor het bijhouden van de tabellen vormt hier een nadeel. Een voorbeeld van dit type protocol is DSDV of Dynamic Sequence Vector. Bij bekabelde netwerken is dit protocol bekend als RIP. De werking is gebaseerd op de periodieke uitwisseling van routing tabellen tussen naburige nodes.
- Reactieve protocollen: Bij deze protocollen wordt geprobeerd om een pad te vinden tussen twee mobiele stations, enkel en alleen wanneer verkeer nodig is. Dit zijn de on demand protocollen. Een nadeel is de vertraging bij het zoeken naar de route, maar de bandbreedte van het netwerk wordt pas gebruikt als het nodig is. Een voorbeeld voor dit type is DSR of Dynamic Source Routing. De padkeuze wordt onderverdeeld in twee stappen. Een node probeert een pad te vinden als er data zijn om te verzenden en er nog geen pad bekend is. Bij het verzenden moet de verzender het pad behouden en moet hij een alternatieve route achter de hand houden. Elke node reageert op de data die ze binnenkrijgen. Ze kunnen dit weigeren als ze de data reeds hebben ontvangen, ze kunnen de data herkennen als zijnde aangekomen of de data zal verder worden doorgestuurd in het netwerk.

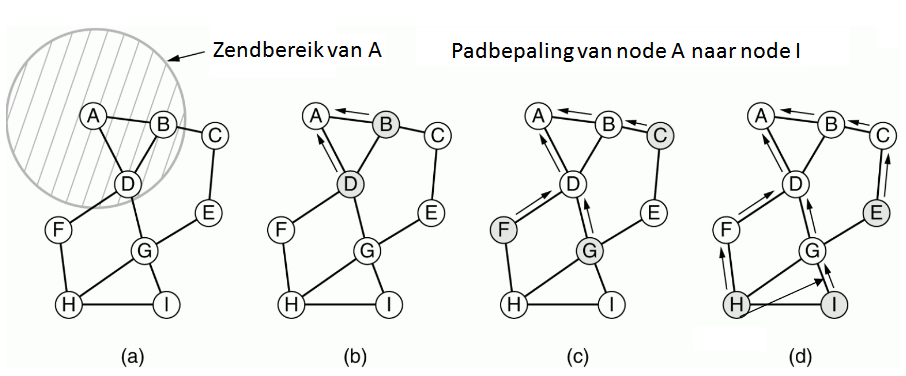
AODV algoritme

Een ander voorbeeld voor deze bepaling is AODV, of Ad-hoc On-demand Distance Vector. In dit algoritme wordt rekening gehouden met een beperkte bandbreedte en de beperkte capaciteit van accu's in de mobiele apparaten. Zoals de naam reeds aantoont, is het een on-demand algoritme. Dit wil zeggen dat er alleen een pad naar een bestemming wordt opgesteld, wanneer er iemand een pakket naar die bestemming wil sturen. Het algoritme kunnen we verder uitleggen aan de hand van de figuur AODV algoritme. In dit voorbeeld zal node A een pakket willen verzenden naar node I. Het algoritme beheert een tabel van elke node met daarin de buren. A zal geen informatie vinden over I, omdat I niet binnen het zendbereik van de zender valt. Het algoritme zal zo een pad moeten ontdekken via de andere apparaten. Eerst zal er een pakket worden verstuurd naar de buren B en D, omdat deze twee in het zendbereik liggen van A. Op hun beurt zullen B en D op zoek gaan naar I in hun tabellen. Omdat die niet te vinden is, sturen ze het pakket door naar alle nodes binnen het zendbereik. Als het pakket terug bij een node komt die het pakket reeds heeft ontvangen, wordt dit genegeerd. B stuurt dus het pakket naar C (en D en A) en D stuurt naar F en G (en A en B). Zo zal het pakket uiteindelijk bij I terechtkomen en wordt het pad opgeslagen in de verschillende tabellen. In elke node wordt steeds gecontroleerd of het pad niet eerder is gebruikt en dus al bekend is. Het kan echter dat een of meer nodes verplaatst of uitgeschakeld zijn waardoor een vroeger gebruikt pad niet meer geldig is. Daarom zendt elke node op bepaalde tijden een Hello-bericht uit waarop de buren moeten reageren. Als dit niet gebeurt, weet die node dat zijn buur niet meer verbonden is met het netwerk.
- Hybride protocollen: Bij dit type wordt gebruikgemaakt van de reactieve en de proactieve protocollen. Het gebruik hangt af van de afstand tussen twee stations. Bij een korte afstand wordt een proactief protocol gebruikt. Als de afstand groot is, worden reactieve protocollen gebruikt.

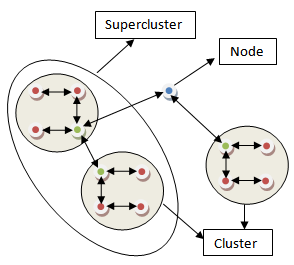
Clusters

#### Hiërarchische ad-hocrouting
Dit is een effectievere manier voor de padbepaling in grote netwerken. Het is een hiërarchische structuur van clusters. Een cluster is dus een groep, die nauwelijks verandert, van verschillende nodes. Verschillende clusters kunnen worden gecombineerd tot een supercluster. Elke cluster heeft een pad voor toegang tot de andere clusters en een node die verantwoordelijk is voor het sturen van het verkeer naar de anderen.

#### Routing via geografische positionering
De nodes zijn zich hier bewust van hun huidige positie. Deze kennis kan gebruikt worden voor een betere werking van het netwerk. De locaties worden achterhaald via gps. Een voorbeeld via dit soort protocol is GeoCast. Hierbij wordt de informatie bezorgd bij nodes die zijn geïdentificeerd via zijn geografische locatie. Het is een uitgebreide versie van de multicast.

## Toepassingen
Er zijn verschillende toepassingen waarbij we zien dat de router zelf ook mobiel is. Dit is zo bij militaire voertuigen op een slagveld, een scheepsvloot, communicatie in een mijn, reddingswerkers bij een aardbeving, het verwerven van robotgegevens of een groep mensen met 
computers waar geen Wifi beschikbaar is. Een andere bekende toepassing is de verbinding tussen 2 GSM-toestellen via Bluetooth. Als de ene in het zendbereik van de andere ligt, ontstaat een netwerk en kan er dataverkeer plaatsvinden. Deze verbinding verloopt direct en zonder tussenkomst van andere apparaten.
Bij een militaire operatie moet er continu contact zijn tussen soldaten, voertuigen en luchtverkeer. Het netwerk wordt gekoppeld aan een satellietnetwerk om zo de positie van de verschillende strijdkrachten na te gaan. Bij reddingsoperaties moet communicatie gewaarborgd zijn. Wanneer de vaste communicatiestructuur vernietigd is, is een MANET een robuuste en zelfreparerende manier van werken. Het opnieuw opzetten van de vaste structuur zou te kostbaar zijn, te gevoelig voor falen en te veel tijd in beslag nemen. De beveiliging in gebouwen kan tevens via dit soort netwerken gebeuren. Er kan snel contact worden opgenomen met een alarmcentrale of hulpdiensten.
Mobiele ad-hocnetwerken zijn dus geschikt voor situaties
- waar geen vaste communicatiestructuur opgezet kan worden
- die van korte duur zijn, zoals reddingsoperaties
- waar geen vaste communicatiestructuur meer is zoals in een oorlogssituatie

## Problemen
De beveiliging van deze netwerken brengt enkele problemen met zich mee. Doordat het een open medium is, is er meer gevaar voor het afluisteren van de communicatie, het zogenaamde eavesdropping. Door de steeds veranderende topologie kunnen er ook kwaadaardige nodes in het netwerk voorkomen, die berichten kunnen wijzigen, injecteren, vasthouden, vertragen of een andere kant dan bedoeld op sturen. Het is aan de gebruikte versleuteling om hier het hoofd aan te bieden.
Bij het verzenden van data wordt er in ad-hocnetwerken geen rekening gehouden met bottlenecks, zogenaamde knooppunten met een kleine bandbreedte. Deze bottlenecks kunnen voor heel wat vertraging zorgen bij het dataverkeer.